# حملات ۲۰۱۷ ناصریه
در ۱۴ سپتامبر ۲۰۱۷، تعدادی از اعضای داعش در حومه ناصریه، در منطقه جنوبی استان ذی‌قار چندین حمله را به مرحله اجرا درآوردند که در نتیجه آن ۸۴ تن کشته و ۹۳ نفر دیگر مجروح شدند.

## پیش‌زمینه
حملات در شرایطی رخ داد که داعش با چند شکست در عراق و سوریه مواجه شده بود. داعش پیش از این در یک جنگ نه ماهه موصل را از دست داده و پیش از آن نیز با یک حمله موفقیت‌آمیز از جانب دولت عراق در نزدیکی شهر تل‌عفر رو به رو شده است.